# إريك بارنوم
اريك بارنوم (بالإنجليزية: Eric Barnum)‏ هو ملحن أمريكي، ولد في 1979 في كروكستون في الولايات المتحدة.